# Ceux qui viendront, l'entendront
Pour plus de détails, voir Fiche technique et Distribution.
Ceux qui viendront, l'entendront (Those Who Come, Will Hear) est un film documentaire québécois réalisé par Simon Plouffe, sorti en 2018.

## Fiche technique
- Titre français : Ceux qui viendront, l'entendront
- Titre anglais : Those Who Come, Will Hear
- Titres espagnol : Quienes vendrán, oirán / Los que vienen, lo oirán
- Titre innu : Tshika petamuat, nikan tshe takushiniht
- Réalisation : Simon Plouffe
- Scénario : Simon Plouffe
- Photographie : Simon Plouffe, Stéphanie Weber-Biron, Gabriele Kislat
- Son : Lynne Trépanier, Cyril Bourseaux, Mélanie Gauthier, Shikuan Shetush Vollant, Simon Plouffe, Simon Léveillé
- Conception sonore : Simon Plouffe
- Mixage : Jean Paul Vialard
- Montage : Natalie Lamoureux
- Musique : Geronimo Inutiq
- Producteur : Simon Plouffe
- Société de production : Les Films de l'autre
- Société de distribution : Les Films du 3 mars
- Pays d'origine :  Canada
- Langues : abenaki, atikamekw, innu, mohawk, naskapi, inuttitut, français, anglais, langage des signes
- Sous-titres : français, anglais, espagnol
- Durée : 77 min
- Sortie :
  - Québec : 8 juin 2018, Cinémathèque québécoise[2]
  - Canada : 12 mai 2018 Vancouver (DOXA)[2], 26 juillet 2018 (Gimli Film Festival, Manitoba)[2], 17 août 2018 Regina (RIFFA)[2]
  - États-Unis : 23 mars 2018 (Au 56e Festival de Ann Arbor)[2]
  - Angleterre : 10 août 2018 (Open City Film Festival, Londres)[2]
  - Chili : 16 octobre 2018 (Festival autochtone Ficwallmapu, Temuco)[3]
  - Guatemala : 16 novembre 2018 (Festival Ìcaro)[3]
  - Autriche : 1er décembre 2018 (This Human World)[4]
  - Finlande: 29 janvier 2019 (DocPoint)[5]

## Distribution
- Margie Hoff
- George Normand
- Philip Einish
- Joe Guanish
- Seasi Losier
- Tshieuten Vachon
- Shawn Philips
- Akwiratékha Martin
- Jean-Paul Echaquan
- Antony Dubé
- Roger Echaquan
- James Echaquan
- Saki-Shawn Quitich Moar
- Monique Dominique  McKenzie
- Paul-Arthur McKenzie
- Joyce Dominique
- Anna Samisack
- Elisapie Inukpuk

## Distinctions

### Récompenses
- Ann Arbor Film Festival (56e édition) : Prix du Jury[6]
- Prix Iris Meilleur son film documentaire au Gala Québec Cinéma 2019[7]
- Colin Low Award 2018, Doxa[8], Vancouver, Canada : Mention Honorable[9]
- Experimental Film Forum, Los Angeles, Californie, États-Unis 2018 : Mention Honorable[10]
- Ficwallmapu, Temuco, Chili 2018 : Meilleur documentaire[11]

### Sélection
- Open City Documentary Festival, Londres (nommée pour le  Emerging filmmaker award)[12]
- Gimli Film Festival, Manitoba, Canada[13]
- RIFFA (Regina international film festival), Saskatchewan, Canada (en compétition pour meilleur documentaire canadien)[14]
- Cine Las Americas, Austin, Texas, États-Unis[15]
- 12 Muestra de cine video indigena, Chili[16]
- Portland Film Festival, OR, États-Unis[17]
- Ìcaro, Guatemala[18]
- This is Human World Film Festival[19], Vienne, Autriche (en compétition dans la section Up & Coming)
- DocPoint Helsinki documentary film festival, Finlande[20]
- Red Nation, Los Angeles, Californie, États-Unis[21]

## Dans les médias
(novembre 2018).
- (en) Patrick Dunn, « Meditations on tradition in The Ann Arbor Observer », sur The Ann Arbor Observer, 1er mars 2018 (consulté le 30 novembre 2018)
- Louise-Maude Rioux Soucy, « « Ceux qui viendront, l’entendront » : au temps de la parole », sur Le Devoir (consulté le 30 novembre 2018)
- Odile Tremblay, « Les langues menacées », sur Le Devoir (consulté le 30 novembre 2018)
- Anthony Dubé, « « Ceux qui viendront, l’entendront » ou la richesse des langues », Les Méconnus, Blog lesmeconnus.net,‎ 8 juin 2018 (lire en ligne, consulté le 30 novembre 2018)
- (en) Jack Brandon, « AAFF: Those Who Come, Will Hear », The Michigan Daily,‎ 26 mars 2018 (lire en ligne, consulté le 30 novembre 2018)
- (en) Crysta Coburn, « Pulp | Arts Around Ann Arbor Those Who Come, Will Hear speaks loudly for indigenous languages at the Ann Arbor Film Fest », sur Pulp Magazine, pulp.aadl.org (consulté le 30 novembre 2018)
- (en-CA) Sarah Bakke, « Preview: Virtually Absurd and Those Who Come, Will Hear at Doxa », SAD Mag,‎ 1er mai 2018 (lire en ligne, consulté le 30 novembre 2018)
- Anne-Christine Loranger, « En salle à Montréal « Ceux qui viendront, l'entendront » Séquences – La revue de cinéma », sur Séquences, www.revuesequences.org (consulté le 30 novembre 2018)
- René Lemieux, « Le trésor des langues autochtones – sur le film expérimental Ceux qui viendront, l’entendront de Simon Plouffe », Trahir, trahir.wordpress.com,‎ 9 juin 2018 (lire en ligne, consulté le 30 novembre 2018)
- [vidéo] splouf, « Ceux qui viendront, l'entendront à Gimli Radio-Canada / Those Who Come, Will Hear at Gimli », sur ICI Radio-Canada (consulté le 30 novembre 2018)
- Éliane Grant et Jasmine Netsena, « ICI Espaces autochtones : le documentaire : Ceux qui viendront, l'entendront », sur Zone Société - ICI.Radio-Canada.ca (consulté le 30 novembre 2018)
- Marie-Eve Bouchard, « Simon Plouffe: immortaliser la culture orale », Le citoyen de Val-d'Or (L'Éclat),‎ 21 septembre 2018 (lire en ligne, consulté le 30 novembre 2018)
- (en-GB) Luka Vukos, « Those Who Come, Will Hear | Reviews | Open City Doc Fest », TAKE ONE,‎ 7 septembre 2018 (lire en ligne, consulté le 30 novembre 2018)
- Annie-Desrochers, « Le 15-18 | Montréal Simon Plouffe à l'émission 15-18 », sur Radio-Canada.ca Première (consulté le 27 février 2019)
- Florian Delorme, « Guérillas linguistiques (1/4) : À la recherche de la langue perdue », sur Cultures Monde, France Culture (consulté le 18 mars 2019)